# ستيفن روش (لاعب كرة قدم)
ستيفن روش (بالإنجليزية: Stephen Roche)‏ (5 يوليو 1986 بدبلن في جمهورية أيرلندا - ) هو لاعب كرة قدم أيرلندي في مركز الوسط. لعب مع نادي كلية جامعة دبلن ونادي ميلوول وF.C. New York ‏ وLong Island Rough Riders ‏.

## وصلات خارجية
- ستيفن روش على موقع قاعدة بيانات كرة القدم.إي يو (الإنجليزية)
- ستيفن روش على موقع Soccerbase.com (لاعب) (الإنجليزية)